# Roland Meier
Roland Meier (Dänikon, 22 de novembro de 1967) é um ex-ciclista suíço de ciclismo de estrada.
Competiu nos Jogos Olímpicos de Verão de 1992 em Barcelona, onde foi integrante da equipe suíça de ciclismo que terminou em sétimo lugar na prova de 100 km contrarrelógio por equipes. Terminou em décimo nono na prova de estrada individual.